# (35689) 1999 CD12
1999 CD12 (asteroide 35689) é um asteroide da cintura principal. Possui uma excentricidade de 0.12199270 e uma inclinação de 13.53228º.
Este asteroide foi descoberto no dia 12 de fevereiro de 1999 por LINEAR em Socorro.